# Åke Sandin
Thor Fritz Åke Sandin (Estocolmo, 23 de febrero de 1944) es un deportista sueco que compitió en piragüismo en la modalidad de aguas tranquilas. Ganó una medalla de bronce en el Campeonato Mundial de Piragüismo de 1970 en la prueba de K4 10 000 m.
Participó en los Juegos Olímpicos de México 1968, donde finalizó cuarto en la prueba de K4 1000 m.

## Palmarés internacional
| Campeonato Mundial | Campeonato Mundial     | Campeonato Mundial | Campeonato Mundial |
| Año                | Lugar                  | Medalla            | Evento             |
| ------------------ | ---------------------- | ------------------ | ------------------ |
| 1970               | Copenhague (Dinamarca) | Medalla de bronce  | K4 10 000 m        |